# Дунзум
Дунзум (нім. Dunsum) — громада в Німеччині, розташована в землі Шлезвіг-Гольштейн, на західному узбережжі острова Фер. Входить до складу району Північна Фризія. Складова частина об'єднання громад Фер-Амрум.
Площа — 2,72 км2. Населення становить 67 ос. (станом на 31 грудня 2020).